# ヌーナン症候群
ヌーナン症候群（ぬーなんしょうこうぐん、Noonan syndrome, NS）とは比較的よく見られる常染色体優性の先天性疾患で、小児心臓専門医のジャクリーン・ヌーナンにちなんで名付けられた。ターナー症候群の男性版であると称されることがあるが、二者の遺伝子的要因は異なる。主要な特徴として先天性心疾患（肺動脈弁狭窄症や心房中隔欠損、肥大型心筋症が典型的）、低身長、学習障害、漏斗胸、血液凝固障害、翼状頸や平坦な鼻梁などの特徴的顔貌がある。NSはRAS病であり、RAS-MAPKシグナル経路の破綻によって引き起こされる疾患の一つである。

## 疫学
出生1,000-2,500名に1人という報告がある。ダウン症候群と同等の発生頻度を持ち、先天性心疾患に関連する最も頻度の高い遺伝子疾患の一つである。しかし症状の範囲や重症度はNS患者それぞれによって大きく異なるため、本症候群は必ずしも若年期に診断されるとは限らない。